# Marcel Marceau

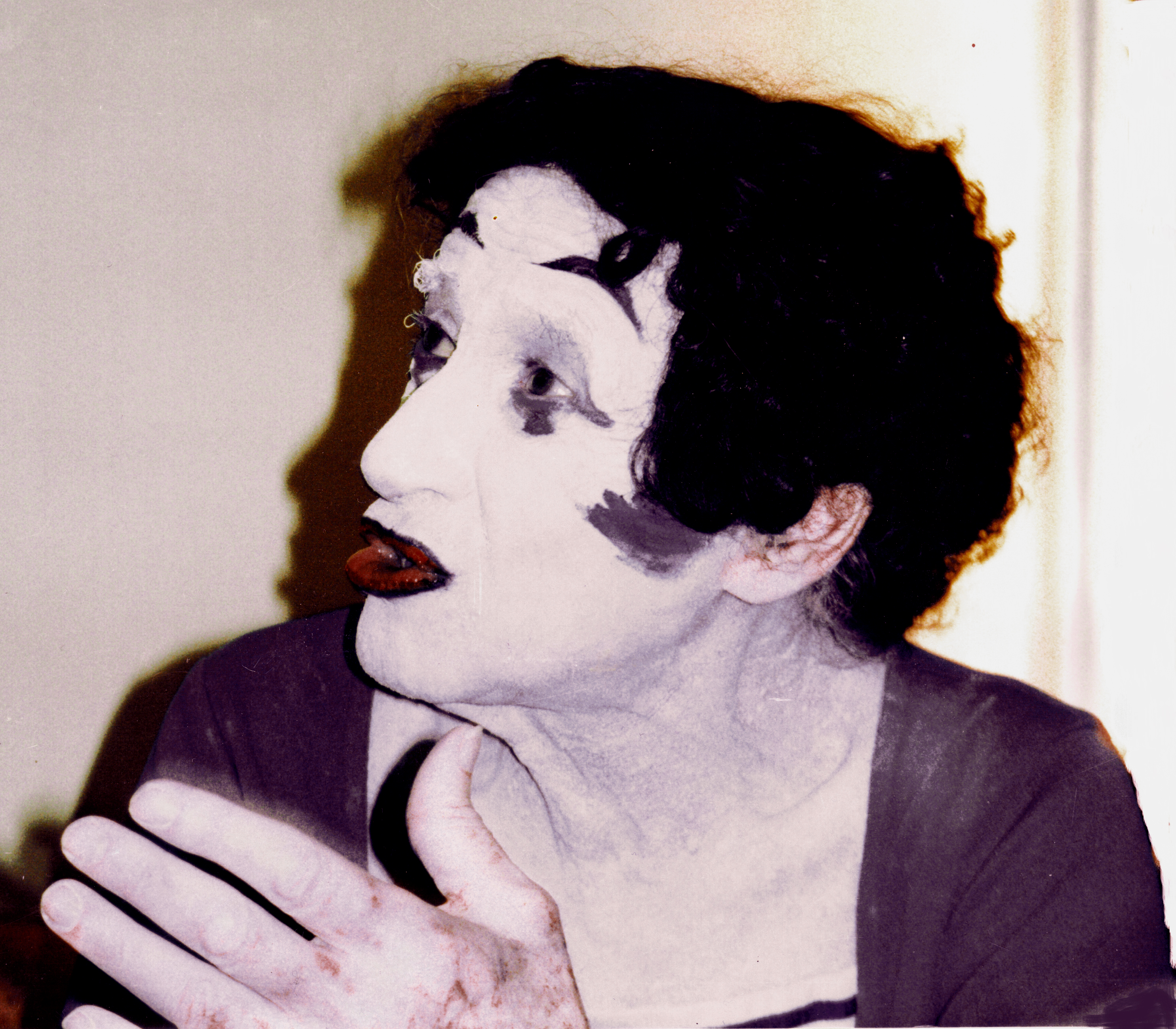
Marcel Marceau în rolul clovnului Bip

Marcel Marceau, numele la naștere Marcel Mangel (n. 22 martie 1923, Strasbourg, Franța – d. 22 septembrie 2007, Cahors, Midi-Pyrénées, Franța) a fost un mim evreu-francez, unul dintre cei mai mari artiști ai pantomimei din Secolul XX, supranumit și "regele pantomimei"

## Filmografie
| An   | Titlu                                 | Rol                  | Note                                                                        |
| ---- | ------------------------------------- | -------------------- | --------------------------------------------------------------------------- |
| 1946 | La Bague                              |                      | film scurt de Alain Resnais                                                 |
| 1954 | Pantomimes                            |                      | film scurt de Paul Paviot                                                   |
| 1959 | Die schöne Lügnerin                   | Napoleon im Kabarett | coproducție francezo-germană                                                |
| 1965 | Marcel Marceau, le Baladin du silence |                      | film by Dominique Delouche                                                  |
| 1968 | Barbarella                            | Professor Ping       | Primul film în care se aude vocea lui Marceau                               |
| 1974 | Shanks                                | Malcolm Shanks       |                                                                             |
| 1976 | Silent Movie                          | Marcel Marceau       | Marceau pronunță un singur cuvânt: « non », singurul cuvânt din întreg film |
| 1979 | Les Îles                              | Director of the IGN  |                                                                             |
| 1994 | Marcel Marceau ou le poids de l'âme   |                      | by Marcel Marceau, Alain Dhénaut, Jean-Pierre Burgaud / La Sept Vidéo       |